# Alec Rowley
Pour les articles homonymes, voir Rowley.
Alec Rowley est un compositeur anglais né le 13 mars 1892 et mort le 11 janvier 1958.